# Configuração absoluta

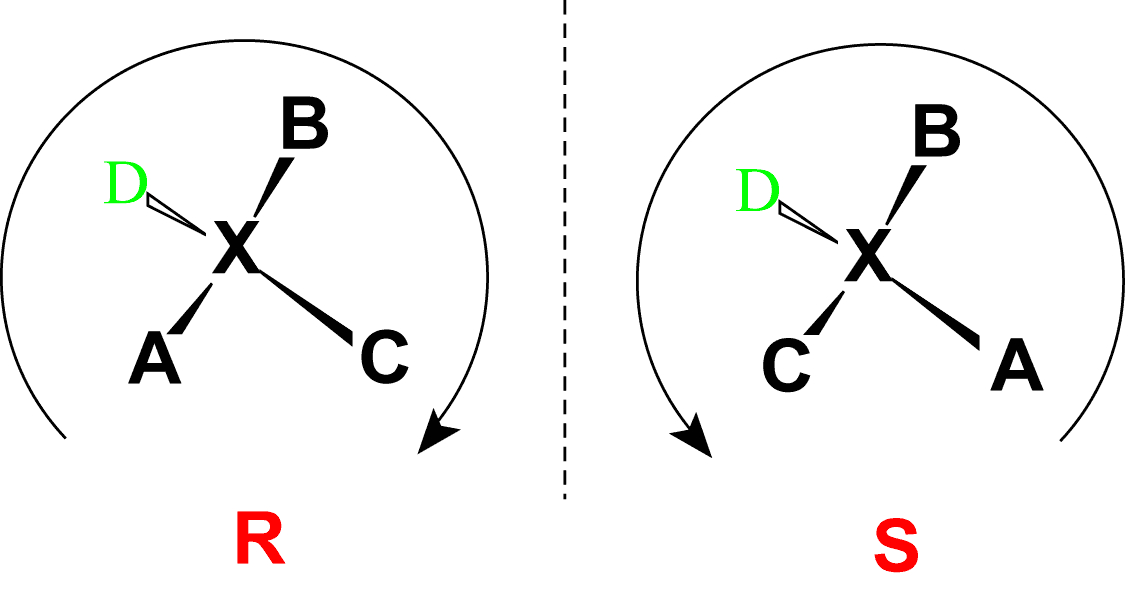
R para rectus (direita) e S para sinister (esquerda).

Em estereoquímica, a configuração absoluta é o arranjo espacial dos átomos de uma molécula quiral bem como a sua descrição estereoquímica (por exemplo, R, S…) para diferenciar a conformação da molécula. Em cristalografia, a configuração absoluta é um conceito importante na determinação de estruturas não centrossimétricas.
Já em 1949, Johannes Martin Bijvoet utilizou pela primeira vez difração de raios X à difusão anômala com a finalidade de determinar a configuração absoluta de moléculas. Esta técnica, que se tornou o principal método de determinação da configuração absoluta, é chamada de difração inelástica ressonante de raios-X, mas tal técnica requer a presença de pelo menos um átomo pesado (por exemplo S, Br, etc). As técnicas alternativas são dispersão rotatória óptica, dicroísmo circular vibratório e o uso de reagentes de mudança quiral em RMN de próton.
Antes da publicação de Bijvoet, não erai possível obter a configuração absoluta de compostos quirais. Por exemplo, há muito se supunha que o D-gliceraldeído (+) é o enantiômero R. A configuração de outros compostos quirais foi então deduzida da do D-gliceraldeído por sequências de reações químicas (veja a figura abaixo). O D-gliceraldéído (1) era relacionado ao ácido glicérico (–) por oxidação com óxido de mercúrio (2), que estava ligado à isoserina (+) por oxidação com ácido nítrico (3), ao brometo (4) e a ácido lático (–) por redução com zinco (5). Uma vez que estas transformações químicas não alteram a assimetria do átomo de carbono, esta seqüência demonstrou que o ácido lático (–) também era um enantiômero R. Os trabalhos de Bijvoet sobre a configuração absoluta de um tartarato de sódio e rubídio (+) mostraram que a suposição para o gliceraldeído (+) estava correta.
Quando a configuração absoluta é conhecida, o estereoisômero é nomeado de acordo nomenclatura Cahn-Ingold-Prelog.